# 수호전지 영웅본색
《수호전지 영웅본색》(중국어: 水滸傳之英雄本色)는 1990년에 제작된 홍콩 영화이다.

## 출연
- 양가휘 - 임총
- 왕조현 - 임총의 부인
- 서금강 - 노지심

## 한국판 성우진(SBS)
- 홍성헌 - 임총(양가휘)
- 서혜정 - 임총의 부인(왕조현)
- 노민 - 노지심(서금강)
- 최병학 - 대인(유순)
- 황원 - 승상(우마)
- 이승환 - 대인의 아들(단립문)
- 김태웅 - 육경(임위)
- 김영훈 - 임총의 제자(류칭원)
- 한상혁 - 반란군 지도자(혜천사)
- 정동열 - 임총의 하인
- 김강산 - 병사
- 김민석 - 병사
- 문관일 - 병사
- 장혜선 - 마을 주민
- 오혜숙 - 마을 주민